# Love Gun
Love Gun – szósty album amerykańskiej grupy rockowej KISS, wydany w czerwcu 1977 roku.

## Utwory

### Strona pierwsza
1. "I Stole Your Love" (Paul Stanley) – 3:04
  - wokal - Paul Stanley
2. "Christine Sixteen" (Gene Simmons) – 3:12
  - wokal - Gene Simmons
3. "Got Love for Sale" (Simmons) – 3:28
  - wokal - Gene Simmons
4. "Shock Me" (Ace Frehley) – 3:47
  - wokal - Ace Frehley
5. "Tomorrow and Tonight" (Stanley) – 3:38
  - wokal - Paul Stanley

### Strona druga
1. "Love Gun" (Stanley) – 3:16
  - wokal - Paul Stanley
2. "Hooligan" (Peter Criss, Stan Penridge) – 2:58
  - wokal - Peter Criss
3. "Almost Human" (Simmons) – 2:48
  - wokal - Gene Simmons
4. "Plaster Caster" (Simmons) – 3:25
  - wokal - Gene Simmons
5. "Then She Kissed Me" (Jeff Barry, Ellie Greenwich, Phil Spector) – 3:01
  - wokal - Paul Stanley

## Informacje
- Gene Simmons – gitara basowa, wokal
- Paul Stanley – gitara rytmiczna, wokal
- Ace Frehley – gitara prowadząca, wokal
- Peter Criss – perkusja, wokal
- Eddie Kramer – pianino